# 값진 진주
값진 진주(영어: Pearl of Great Price)는 예수 그리스도 후기성도 교회(몰몬교)의 경전 중 하나이다.
몰몬교에서는 신/구약성경과 몰몬경, 교리와 성약, 값진 진주를 4대 경전으로 공인하고 있다.

## 값진 진주의 구성
값진 진주는 세상의 창조에 대한 내용이 담긴 모세서, 고대 이집트 파피루스를 번역한 아브라함서, 조셉 스미스-마태(마태복음의 일부를 조셉 스미스 2세가 영감을 통해 번역한 것), 조셉 스미스에게 임한 계시와 그 이후의 역사 기록인 조셉 스미스-역사 등으로 구성되어 있다.
그 중 아브라함서는 아브라함의 역사서라 할 수 있으며, 이집트에서 출토된 미이라를 순회 전시하던 첸들러(파피루스 전시 판매상)로부터 입수하여 조셉 스미스가 영어로 번역하였는데, 파피루스 원본은 그 후 보관 중이던 시카고 박물관의 1871년 대화재로 소실된 것으로 오랫동안 알려져 왔으나, 1966년 뉴욕시립박물관에서 기적적으로 그중 일부가 재발견 되어 1967년11월 27일에 다시 예수 그리스도 후기성도 교회로 이관되어 보관하고 있다.

## 값진 진주의 번역
조셉 스미스 2세는 정규 교육을 거의 못 받은 가난한 시골 청년으로서 겨우 읽고 쓸 수 있을 정도였다. 값진 진주의 아브라함서는 조셉 스미스 2세가 하나님의 인도로 고대 미이라와 함께 보관된 파피루스를 입수하게 되었고 하나님의 영감을 받아 번역하였다고 전해진다.